# المطعم تشي توتو (مسلسل)
في إطار كوميدي تدور أحداث المسلسل المنفصل المتصل، حيث أحد المطاعم التي يمتلكها (عادل) وصديقه (نجاتي)، فبعد أن عاد (عادل) من الخارج مقررا بدء مشروع صغير يدر عليه دخلا، يعرض عليه صديقه (نجاتي) إقامة مشروع صغير عبارة عن افتتاح أحد المطاعم، ويطلق عليه اسم (تشي توتو)، ومن خلال الأحداث المختلفة يتناول المسلسل العلاقات الاجتماعية والسلوكيات المختلفة للمجتمع المصري.

## فريق العمل

### بطولة
- فاروق الفيشاوي: (عادل)
- سمير غانم (نجاتي)

ضيوف الشرف
| - أحمد خليل - إسماعيل يسري - أحمد صيام - أحمد السعدني - إيهاب فهمي - أحمد دياب - أحمد جلال عبد القوي - إنجي شرف - جمال إسماعيل - جلال عبد القادر - حجاج عبد العظيم - دنيا سمير غانم (رانيا) - دنيا عبد العزيز - رضا إدريس | - زيزي البدراوي - سماح أنور - سامي مغاوري (محسن) - صلاح عبد الله - صفاء جلال - ضياء الميرغني - طلعت زكريا - عبد الرحمن أبو زهرة - عماد رشاد - عهدي صادق - عادل الفار - عادل أمين - عزة بهاء (سميرة) | - عبد الوهاب خليل - علاء زينهم - عبد السلام الدهشان (بهجت) - عبد الحميد المنير - فاروق فلوكس (رشدي حلاوة) - كريمة مختار - محمود الجندي - محمد متولي (ممدوح) - محمد الصاوي - محمد التاجي - محمد عبد الجواد - محمد شرف - محمد ريحان | - منة فضالي - نهال عنبر - نيفين مندور - نادية عزت - نهير أمين - ناجي سعد نجوم عرب - داود حسين - حبيب غلوم - محمد الجناحي - نادين سابا - آلاء شاكر |

إشترك في الحلقات
| - يوسف عيد - سيد جبر - محمد عبد الحليم - محمود بشير - مصطفى الشامي - حسن شبل | - خالد طلعت - أسامة سرحان - حازم فؤاد - علاء حسني (سعيد المثقف) - محمد توفيق | - مدحت تيخا (مدحت إسماعيل) - عمر خورشيد - ماهر عبد الظاهر - معتز السويفي - مايسة الرباط |

ضيوف الحلقات
- حسام فياض
- حسام فارس
- هبة عبد الغني

بالأضافة إلى: إسلام صبري  (إسلام الجرسون) -  أحمد العوضي -  بدرية طلبة -  ثريا إبراهيم -  حمادة بركات -  دعاء طعيمة -  سيد عثمان -  عبد الرحيم حسن -  عمرو عنتر -  عواطف حلمي -  غريب محمود -  كريم كوجاك  - كريم مغاوري -  كوثر رمزي -  ماهر عصام -  مجدي شكري -  محمد دسوقي -  محمد علي الدين -  مصطفى درويش -  مصطفى هريدي -  وليد الحديدي  (ويتر) -  وليد فيكتور  (ويتر ) -  يوسف إسماعيل
|}

### إداريون
| - محمد فاضل: مخرج - يوسف معاطي: مؤلف - د. حسين العزبي:: ديكور وأزياء - عامر إبراهيم : مدير الإضاءة - سامي فيليب - محمود كامل - محمد الجميل:: مصورون - ناصر الإمام : مونتير فيديو - حسن صفافة : مكساج وإعداد موسيقي | - جمال بخيت : أشعار - حسن إش إش : ألحان وموسيقى تصويرية - محمد يسري : موزع موسيقي - خالد الشقرا : التتر - تايم لاين: جرافيك المقدمة - تم التصوير بوحدة أوسكار - أفلام محمد فوزي وأوسكار للتسجيلات الفنية: انتاج وحقوق الداخل | - lw vision comp: حقوق الخارج - صمويل اسحاق: مدير الانتاج - محمد كريم رفعت: كبير مديري الانتاج - أحمد صالح - محمود كريم: ساعد في الإخراج - خالد الحلفاوي: مخرج مساعد - تامر الشيخ: مساعد مخرج أول - كمال رزق: مخرج منفذ |